# ヤマト発動機
ヤマト発動機（ヤマトはつどうき）は、群馬県太田市に本社を置く、競艇に関連する器具類、設備を開発、製造、販売する株式会社。

## 概要
1957年3月に笹川産業株式会社として設立。1960年9月に商号をヤマト発動機とした。
競艇に用いられるボート・エンジン（モーター）・プロペラから、競艇場のピット・消波装置に至るまで、競艇に必要な資材の調達に関わっており、製品の特殊性から独占的なシェアを有することが特徴。また本社周辺に倉庫と野球用グラウンド（笹川記念球場）を所有しており、それらの貸出も行っている。
創業時の商号の通り、競艇の振興に尽力した笹川良一の一族が経営権を握っている。